# Kleber Ramos
Kleber Ramos da Silva (* 24. August 1985 in Campina Grande, Paraíba) ist ein brasilianischer Radrennfahrer.

## Werdegang
Kleber Ramos gewann in den Jahren 2007 bis 2015 verschiedene Abschnitte von Etappenrennen der UCI America Tour. Sein größter internationaler Erfolg war der Gesamtwertungssieg der brasilianischen Tour do Rio, einer Rundfahrt der UCI-Kategorie 2.1.
Im Jahr 2016 wurde er Zweiter bei den brasilianischen Meisterschaften im Straßenrennen. 2024 gewann er das Eintagesrennen Prova Ciclística 9 de Julho.

### Dopingsperre 2016
Ramos wurde für die Olympischen Spiele 2016 in Rio de Janeiro nominiert und bestritt das Straßenrennen, bei dem er jedoch aufgeben musste. Eine Woche nach seinem Start wurde bekannt, dass er sechs Tage vor dem Rennen bei einer Dopingprobe auf das EPO-Derivat CERA positiv getestet wurde. Er wurde daher am 18. August 2016 disqualifiziert.

Im Januar 2018 gab der Weltradsportverband Union Cycliste Internationale bekannt, dass Kleber Ramos rückwirkend für vier Jahre bis August 2020 gesperrt wurde.

## Erfolge
2007
- eine Etappe Volta do Estado de São Paulo
- eine Etappe Volta do Paraná

2009
- eine Etappe Vuelta Ciclista del Uruguay
- eine Etappe Tour de Santa Catarina

2012
- eine Etappe Rutas de América
- Gesamtwertung und eine Etappe Tour do Rio

2015
- eine Etappe Tour de San Luis
- eine Etappe Tour do Rio

2016
- Brasilianische Meisterschaft – Straßenrennen